# 法寶 (多啦A夢)
，簡稱道具，香港版譯名為神奇法寶，為藤子·F·不二雄的漫畫《多啦A夢》、《多啦A夢大長篇》和其他多啦A夢的衍生作品中未來的工具（日语：道具）的總稱。在作品中，法寶一般來自多啦A夢從他的四次元口袋中取出。
育兒機械人擁有許多法寶，其中大多數的效用遠超人類能力可做到的。法寶主要的目的是帶來便利，但為小孩以至大人帶來僥倖的心理。另外，當中還有一些攻擊性的法寶，亦有具巨大破壞性的武器，但在一般戰鬥中不會使用。
作品中有一項名為「四次元口袋」的法寶，可以存放各種大小的法寶——有像般細小的法寶，也有像風雲多啦A夢城般巨大的法寶。
中文版方面，「法寶」一詞，最先出現於香港1973年《兒童樂園》上連載的漫畫版本。

## 定義
由於《多啦A夢》的衍生作品均是由小學館、藤子·F·不二雄製作公司等版權持有人監督下製作，所以在衍生作品中登場的法寶在名義上和由藤子·F·不二雄所著之《多啦A夢》、《多啦A夢大長篇》（VOL.1 - VOL.17）中登場的法寶是同等的。
但是，法寶大全書《哆啦A夢最新祕密道具大事典》中，只收錄了藤子·F·不二雄所著之《多啦A夢》、《多啦A夢大長篇》（VOL.1 - VOL.17）中登場的法寶和5個多啦A夢電影中的法寶，並被冠以「決定版」的地位。因此，版權持有人對“法寶”的定義僅局限於藤子·F·不二雄所著之《多啦A夢》、《多啦A夢大長篇》（VOL.1 - VOL.17）中登場的道具。

## 作品中的設定

### 由多啦A夢所擁有
在「方倉設定」中，在製造多啦A夢時，已經有一些法寶在多啦A夢的口袋裏，多啦A夢也經常到22世紀的百貨公司買入法寶。多啦A夢所買的法寶有昂貴的，但大多都十分便宜，有一次性的法寶，也有租借的法寶。多啦A夢和世修會定期每100個月（即8年4個月）檢查法寶，並把故障的法寶拿去維修。因此，會出現想用一種法寶時，該法寶卻故障了或修理中所以不能用的情況。此外，作者曾表示多啦A夢有三分之二的法寶是租借的。
法寶的設計方法和材料等的詳細資料尚有許多不明確的地方。電影《大雄的秘密道具博物館》中指出大部分的法寶含有一種名為「全金屬」的稀有金屬。只有持有許可證的人，可以使用全金屬製造法寶，而且全金屬也有資源短缺的問題（但是也有不含全金屬的法寶）。
不能使用、沒有用途和危險的道具會被扔到「四度空間垃圾桶」，或埋在地底（埋在地底的法寶會變回土壤）。有的時候，未來的百貨公司會送錯貨，這種時候會致電店員把貨退回去，但在退貨前大雄一般會使用這些法寶並造成騒亂。

### 使用規則
未來有規定法寶不能夠用於個人用途以外的其他用途，例如，如果使用法寶賺錢，會被處以巨額罰款。不過，多啦A夢也曾用法寶賺錢。

## 統稱

### 日語稱呼
※
在作品中，祕密道具一般統稱為「法寶」、「多啦A夢的法寶」，也有「了不起的法寶（日语：すばらしい道具）」的稱呼。
法寶包括了許多像建築物、食物、車票等這類並不符合法寶的日文原來的意思（「用於製作東西的工具」）的東西，但是在日文仍統稱作，中文的情況也類似。
在1973年播放的日本電視台版動畫中，法寶統稱作「秘密武器」（日语：秘密兵器）。此處的「秘密武器」一詞並不是指軍用武器，而是指「遇到麻煩時便利的物品」。
1979年開播朝日電視台大山羨代版電視動畫後，小學館出版的雜誌和書籍均以日文（也有使用和的表記方法）。
另外，在《大雄的秘密道具博物館》中，博物館的牆面有“SECRET GADGET MUSEUM”的字樣。

### 中文譯名「」
至於各地中文版裡常見的「法寶」一詞，最早出現於香港1973年起在《兒童樂園》上連載的版本，及後「法寶」一詞亦在香港動畫版、相關漫畫、刊物、主題曲歌詞及官方宣傳活動中使用，沿用至今。亦曾衍化出不同詞彙，例如「未來法寶」、「神奇百寶」／「神奇法寶」等。台灣版方面，以往漫畫版和動畫版亦曾使用「法寶」，亦有在宣傳企劃中使用。

## 再次出現的傾向
只在《多啦A夢》衍生作品中出現的法寶，一般不會再度出現。但是，在電視動畫中出現的法寶，因已經創造了法寶的設定，所以有一些會出現數次。
朝日電視台大山羨代版電視動畫中，每一集的作畫設定資料必定會描述法寶的設定。在這樣的前提下，朝日電視台大山羨代版電視動畫中，「猛獸寵物化手套」、「復原電筒」、「蟹腳怪手」「增加氣氛先生」等法寶都出現了兩次。另外，在藤子·F·不二雄的漫畫中沒有名字，在後來的法寶大全中被命名為（瞬間移動潛水艇）的法寶，在大山羨代版電視動畫中被改成了（跳躍潛水艇），雖然這名字沒有被正式確立，但這個名字後來也出現了幾次。水田山葵版電視動畫中，名稱又被改回。
朝日電視台水田山葵版電視動畫中，因（味精之源）與其他公司的商標相似，所以出現時名稱被改為了（吃很多的孩子精神粉，香港譯為：開胃味精之源），後來又以有少許差異的名稱出現：，然而，這個名字並沒有確定下來，例如曾經又改回，然後又將其重命名為（超級美食香料）而一直沒有確定名稱。
《多啦A夢》的衍生作品中，除了同一電視動畫系列内的例子（前述）外，也有不同作品間的設定不一樣的可能性，例如在原作中出現的「能力卡式磁帶」，因為被認為卡式磁帶與時代不符，在朝日電視台大山羨代版電視動畫〈大雄偶爾也會思考〉（のび太もたまには考える，日本於2009年11月20日播放）一集中，被更名為「能力光碟」，且外形也有所改變。但同期的另一作品中，原作的「能力卡式磁帶」再次出現。

## 總數
當藤子·F·不二雄與20世紀80年代出演《600這裏情報部》時，被一個小孩粉絲問及多啦A夢法寶的數量時，回答了和多啦A夢的身高及體重的數字129.3一樣的「1293個」。
據提倡對多啦A夢做學術研究的「多啦A夢學」的富山大學榮譽教授橫山泰行統計，藤子·F·不二雄作畫的《多啦A夢》作品中，在2004年5月點算時有1963個法寶，在2009年11月點算時則改為1682個法寶。
電視節目《7星Bratch！》（7スタBratch!）川崎市藤子・F・不二雄博物館特集（於2011年9月7日播放）一集中指「漫畫中出現的法寶總共有2143個」，但是這個數值與横山泰行的「連載雜誌中的法寶數量」的簡單總和和2006年4月25日發表的數值一致，但這數據並沒有考慮重複的法寶，所以不是法寶的總數。
至於包括在電視動畫出現的法寶的總數，在2006年1月31日播放的《Matthew's Best Hit TV+》中指包括電視動畫原創的法寶總共有約2100個法寶。之後，在水田山葵版電視動畫的迷你欄目「多啦小知識測驗」第四彈（2006年10月27日播放）中，公佈了「至目前為止在電視出現的法寶的數量」是2332個。

## 其他
名稱最長的法寶（以日文為準）是「狂音波振動式老鼠、蟑螂、臭蟲、塵蟎、白蟻驅除機（狂音波発振式ネズミ・ゴキブリ・南京虫・家ダニ・白アリ・虫退治機（きょうおんぱはっしんしきネズミゴキブリなんきんむしいえだにしろアリむしたいじき）），用假名表記需要39個字。
富士施樂推行了集合中堅企業和中小企業的技術，以實現多啦A夢的法寶的計劃「四次元口袋PROJECT」（四次元ポケットPROJECT），口號是「怎麼樣，多啦A夢」（どうだ、ドラえもん）。現時已經製作出「自我將棋」、「望遠麥克風」和「室内旅行機」。

## 外部連結
- テレビ朝日 ひみつ道具カタログ （页面存档备份，存于）
- 四次元ポケットPROJECT - 2014年に富士ゼロックス主導のひみつ道具製作挑戦プロジェクト